# Coletilla

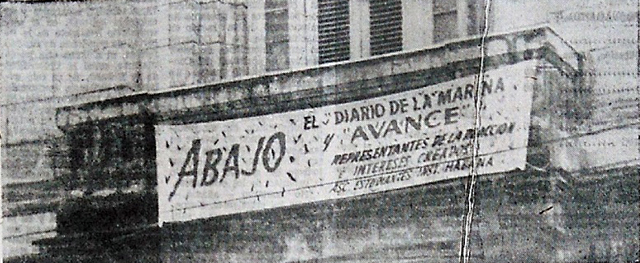
Pancarta denunciando las revistas Diario de la Marina y Avance. Objeto de regulación de la prensa y posterior censura.

Una coletilla es el término usado en inglés para describir las notas de prensa política publicadas en los periódicos cubanos inmediatamente después de la Revolución cubana. Las coletillas surgieron a principios de 1959 a instancias de los sindicatos de la prensa escrita, controlados por el gobierno de Fidel Castro. Estos sindicatos exigían a sus directivos que sus respectivos periódicos se publicaran con eslóganes como: "Este artículo se publica por respeto a la libertad de prensa. Sin embargo, los trabajadores de este periódico advierten que esta información no se ajusta a la verdad ni cumple, ni siquiera con los más mínimos estándares periodísticos". Tras la confiscación de los periódicos cubanos por parte del gobierno en 1960, las coletillas dejaron de aplicarse.

## Antecedentes
Durante la Revolución cubana, el régimen de Fulgencio Batista prohibió a importantes revistas cubanas, como Bohemia y Diario de la Marina, informar sobre la tortura estatal. Debido a la censura estatal, muchos cubanos leían el periódico Revolución y escuchaban la emisora de radio Radio Rebelde. Ambos medios eran operados por rebeldes cubanos y, por lo tanto, estaban libres de la censura estatal. Tras la Revolución cubana de 1959, se fundó la revista Lunes de Revolución, una revista literaria complementaria del periódico Revolución. Lunes de Revolución se convirtió en la revista literaria más leída de América Latina.
Tras el asunto de Huber Matos, un escándalo en el que el comandante militar Huber Matos dimitió debido a la influencia comunista en el gobierno, los principales periódicos cubanos, Prensa Libre, El Avance y Diario de la Marina, publicaron artículos críticos contra Huber Matos. A pesar de esta respuesta, Fidel Castro seguía lamentando la existencia de una conspiración mediática contra su gobierno. Poco después, los sindicatos de impresores, dominados por miembros del Partido Socialista Popular (PSP), iniciaron una campaña de acoso contra los directivos de los periódicos.

## Implementación

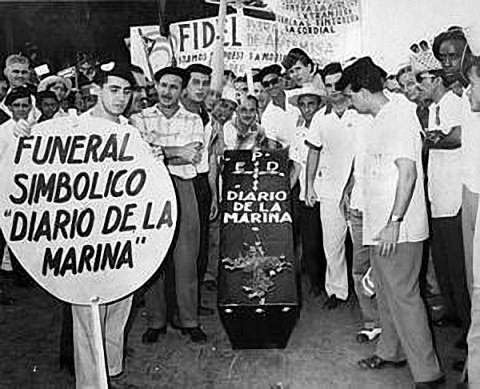
Funeral simbólico para la revista Diario de la Marina.

La aparición de las coletillas comenzó tras el asunto de Huber Matos de 1959. A finales de año, los trabajadores de Información se negaron a imprimir informes de agencias extranjeras que comparaban al Che Guevara con Adolf Hitler y exigieron el derecho a añadir sus propios comentarios a la publicación. En Nochebuena, las mujeres de la Federación de Mujeres Cubanas de Vilma Espín quemaron los periódicos que consideraban repulsivos. El 19 de enero de 1960, Fidel Castro declaró oficialmente su aprobación a las demandas de los trabajadores de Información de añadir aclaraciones a la publicación.
Poco después, el escritor Mario Llerena escribió un artículo para Prensa Libre, donde comparaba la consolidación política en Cuba con la toma del poder por los comunistas en Checoslovaquia. El artículo recibió una extensa coletilla, a la que Llerena respondió en otro artículo, criticando el carácter anónimo de las coletillas.

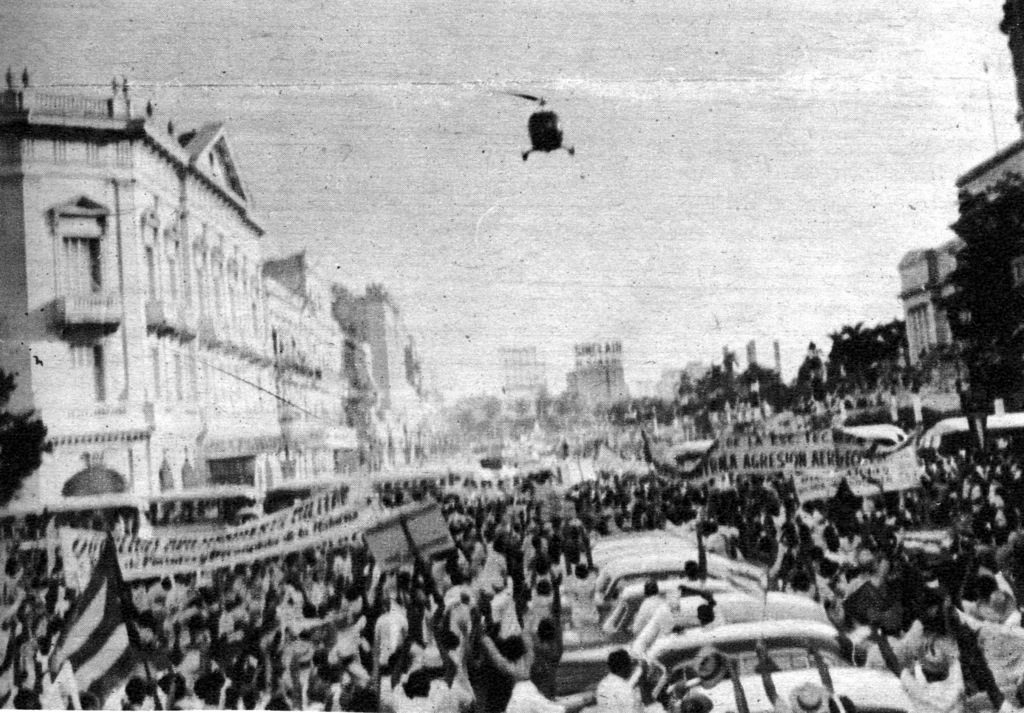
Multitud a las afueras de la sede de impresión del Diario de la Marina.

El 11 de mayo de 1960, la familia Rivero, editora del Diario de la Marina, se negó a publicar una coletilla en el último número del periódico. Al día siguiente, la Federación Nacional de Trabajadores Gráficos embargó el periódico. La familia Rivero impugnó la incautación ante los tribunales. El 27 de mayo de 1960, el tribunal defendió la incautación, alegando que aparentemente se realizó en interés nacional. También se realizó una protesta en la que se trasladó un ataúd desde la redacción del periódico hasta la Universidad de La Habana. La familia Rivero emigró de Cuba poco después de esta decisión judicial. A finales de 1960, Avance , El País y Bohemia fueron intervenidos por el sindicato de impresores y puestos bajo control gubernamental. Las emisoras de televisión y radio también fueron puestas bajo control gubernamental.

## Secuelas
Mientras que los medios privados de comunicación decayeron, los medios patrocinados por el gobierno se mantuvieron. A estos medios se les permitió cierta pluralidad de opiniones, siempre que esta fuera leal al gobierno. Este statu quo se reafirmó en el discurso de Fidel Castro: "Palabras a los intelectuales", pronunciado en junio de 1960 tras la censura de la película PM. En el discurso "Palabra a los intelectuales", Castro comentó sobre la libertad de opinión, afirmando:
Nada contra la Revolución, porque la Revolución también tiene sus derechos, y el primer derecho de la Revolución es el derecho a existir, y nadie puede oponerse al derecho de la Revolución a ser y existir. Nadie puede legítimamente reclamar un derecho contra la Revolución, ya que esta defiende los intereses del pueblo y representa los intereses de toda la nación.
En 1965, el pluralismo de opinión se redujo durante una reestructuración de la prensa y Granma se convirtió en el principal periódico del país.